# Šorinji Kempo
Šorinji Kempo (少林寺拳法 Shōrin-ji kenpō), japanska borilačka vještina koja se smatra modificiranom verzijom šaolinskog kungfua. Ime Šorinji Kempo je japansko čitanje Shaolin Kung-fu. Osnovao ga je 1947. Doshin So (宗道臣 Sō Dōshin), majstor japanskih borilačkih vještina i bivši vojni obavještajni agent koji je živio u Kini mnogo godina prije i za vrijeme Drugog svjetskog rata.

## Vanjske poveznice
- What is Shorinji Kempo